# Walter Granzow

Walter Granzow (vor 1939)

Walter Granzow (* 13. August 1887 in Schönhagen; † 3. Dezember 1952 in Bad Schwartau) war ein deutscher Gutsbesitzer, Partei- und Bankfunktionär, Politiker (NSDAP) und SS-Brigadeführer.

## Leben

### Familie
Walter Granzow wurde als Sohn eines Landwirtes geboren. Nach dem Besuch der Dorfschule Schönhagen, der Mittelschule in Pritzwalk und der Höheren Landwirtschaftsschule in Dahme/Mark durchlief er eine Weiterbildung am landwirtschaftlichen Institut der Universität Halle. Er arbeitete anschließend in der praktischen Landwirtschaft und übernahm 1910 das elterliche Gut in Geestgottberg. Von 1914 bis 1918 nahm er als Soldat am Ersten Weltkrieg teil.

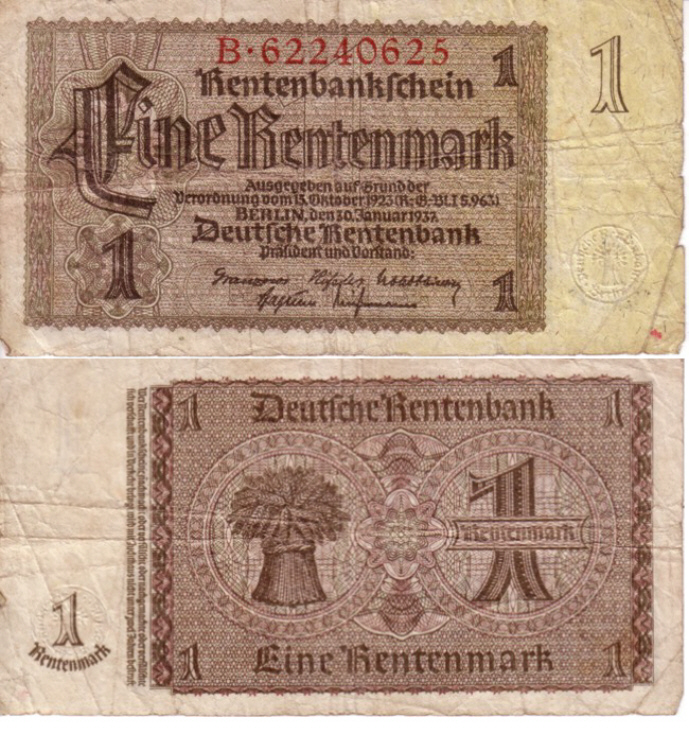
„Rentenbankschein“ von 1937 mit Granzows Unterschrift als erster von links

Walter Granzow war mit Gertrud, geb. Ewald (* 1890 in Pritzwalk), verheiratet. Deren Schwester Antonie war die Mutter von Herbert Quandt und bis zu ihrem Tod im Jahr 1918 die erste Ehefrau des Industriellen Günther Quandt, der 1921 Magda heiratete, die spätere Ehefrau von Reichspropagandaleiter Joseph Goebbels.
Granzows Sohn Gerhard (1914–1941) war genauso NSDAP-Mitglied wie der Sohn Kurt (1912–1952, Obersturmführer der SA), der wiederum der Großvater des Politikers Robert Habeck (Bündnis 90/Die Grünen) ist. Dieser wurde deutlich nach dem Tod von Urgroßvater und Großvater geboren und beschäftigte sich intensiv mit deren Wirken. Da Granzows Vermögen eingezogen worden war, wuchs die Mutter von Robert Habeck als Flüchtlingskind ohne Vermögen auf.

### Beruf
Granzow wirkte von 1919 bis 1922 als Deichhauptmann des Wischedeichverbandes und war von 1922 bis 1933 als Gutsverwalter auf Gut Severin tätig, das der mit ihm verschwägerten Industriellenfamilie Quandt gehörte und wo er sich aktiv für die Artamanen einsetzte. Auf diesem Gut war er mehrmals Quartiergeber für Adolf Hitler, der von hier Propagandafahrten nach Rostock, Parchim, Schwerin und Wismar unternahm. Zitat Granzow:
„1931 lernte ich den Führer kennen und hatte die Freude, ihn des öfteren als Gast in meinem Hause zu haben.“ Auf dem Gut Severin heirateten am 19. Dezember 1931 Joseph Goebbels und Magda Quandt, die zuvor mit dem Industriellen Günther Quandt, Granzows vormaligem Schwippschwager, verheiratet gewesen war. Am 1. November 1933 wurde er Vorsitzender des Verwaltungsrates (Präsident) der Deutschen Rentenbank-Kreditanstalt (RKA) mit Sitz in Berlin. In der Folgezeit fungierte er als Aufsichtsratsvorsitzender bei verschiedenen Banken, unter anderem bei der RKA, der Deutschen Pachtbank und der Getreide-Kreditbank. Des Weiteren war er Verwaltungsratsvorsitzender der Deutschen Siedlungsbank, nachdem er bereits Beauftragter für Reichssiedlung war. Ferner war er Mitglied der Akademie für Deutsches Recht in München.
In der Nachkriegszeit arbeitete er zunächst als Wirtschaftsberater und später als Vertreter für eine Margarinefabrik in Holstein.

### Politik
Granzow trat zum 1. März 1931 in die NSDAP ein (Mitgliedsnummer 482.923) und war von 1931 bis 1933 landwirtschaftlicher Gaufachberater der NSDAP für Mecklenburg-Lübeck. Außerdem war er Landesbauernführer für Mecklenburg-Schwerin und Mecklenburg-Lübeck. Seit 1935 fungierte er zusätzlich bei Richard Walther Darré als Leiter der Reichsleitung des Amtes für Agrarpolitik der NSDAP.
Am 2. Oktober 1933 war er in die SS (SS-Nummer 128.801) als SS-Sturmbannführer aufgenommen worden, wurde am 20. April 1934 zum SS-Obersturmbannführer und bereits am 9. September 1934 zum SS-Standartenführer befördert. Am 9. November 1936 erhielt er schließlich seine Ernennung zum SS-Brigadeführer.
Während der Zeit der Weimarer Republik war Granzow Kreistagsabgeordneter im Landkreis Osterburg. Er wurde 1932 in den Mecklenburg-Schwerinschen Landtag gewählt. Nach dem Wahlsieg der NSDAP im Raum Mecklenburg-Schwerin amtierte er vom 13. Juli 1932 bis zum 9. August 1933 als Ministerpräsident des Landes Mecklenburg-Schwerin. Gleichzeitig übernahm er die Leitung des Außenministeriums. Vom 13. Juli 1932 bis zum 5. Juli 1933 bekleidete er auch das Amt des Finanz- und Landwirtschaftsministers, vom 5. Juli bis zum 9. August 1933 dann auch das Amt des Unterrichtsministers. Von 1933 bis 1943 gehörte Granzow dem Reichstag an.

### Nach 1945
Nach dem Zweiten Weltkrieg wurde Granzow verhaftet, von 1945 bis 1948 interniert und zu einer Geldstrafe verurteilt.
Er starb 1952 im Alter von 65 Jahren.